# Сызранская епархия
Сы́зранская епа́рхия — епархия Русской Православной Церкви, объединяющая приходы и монастыри в западной части Самарской области (в границах Сызранского и Октябрьского городских округов, а также Сызранского и Шигонского районов). Входит в состав Самарской митрополии.

## История
В ответ на первое обращение православных приходов Сызрани об учреждении у них епископской кафедры резолюцией от 9 сентября 1923 года Патриарх Тихон передал их под духовное руководство православного архиерея соседней епархии — епископа Самарского Анатолия (Грисюка) и разрешил организовать временное церковное управление. Однако в сентябре епископ Анатолий был арестован, власти воспрепятствовали и созданию православного церковного управления. В октябре того же года представители церковных общин Сызрани написали Прошение Патриарху Тихону, в котором просили назначить епископа.
17 декабря 1923 года объединившиеся православные общины Сызрани вновь ходатайствовали перед Святейшим Патриархом о назначении к ним епископа, «духовного вождя, руководителя с церковно-практическим стажем и человека энергичного и с большой эрудицией — для объединения выявляющегося отхода духовенства и мирян от так называемого обновленческого Церковного Управления как в городе, так и в уезде», с учреждением в Сызрани православной епископской кафедры.
Определением Патриарха Тихона и Священного при нём Синода и Указом от 25 декабря 1923 года в Сызрань был командирован временно управляющий Екатеринбургской епархией епископ Шадринский Иерофей (Афонин). Незадолго до того он выехал из Москвы к месту службы в Екатеринбургскую епархию, но по дороге — в Сызрани — был арестован. После кратковременного заключения гражданские власти выслали его из города, взяв подписку «о невъезде в г. Сызрань и пределы Екатеринбургской губернии». Резолюцией Патриарха Тихона № 169 от 27 декабря епископ Иерофей был освобождён от назначения в Сызрань с предложением отправиться в Шадринск, а епископом в Сызрань направлен Преосвященный Трофим (Якобчук), ставший первым архиереем учрежденного Сызранского викариатства.
В Прошении приходских советов г. Сызрани Патриарху Тихону от 6 мая 1924 года указывалось, что «благословение Патриарха, содержащееся в его резолюции от 23 августа 1923 г. за № 146 — организовать временное церковное управление для церквей, принесших покаяние, выполнить не удалось; приезд назначенного в Сызрань Преосвящ. Трофима тоже ничего не изменил. Местная власть не решала вопрос ни о разрешении общего собрания по организации церковного управления, ни вопрос с епископом» и содержалась просьба о учреждении самостоятельной епархии.
В 1928 года Сызранское викариатство возможно стало самостоятельной епархией.
19 октября 1932 года Временный Патриарший Священный Синод постановил: «Районы Инзенский, Барушевский, Верхне-Свияжский (Кузоватовский), Николаевский и Новоспасский поручить архипастырскому ведению Преосвященного Кузнецкого, а районы Сызранский, Теренгульский и Новодевиченский — оставить в ведении Преосвященного архиепископа Самарского, о чём Преосвященному архиепископу Самарскому и Преосвященному Кузнецкому дать указы».
После расстрела в 1937 году епископа Варлаама (Козули) не замещалась.
25 ноября 1965 года постановлением Священного Синода Русской православной церкви епископом Сызранским, викарием Куйбышевской епархии, временного управляющим Ульяновской епархией определено быть архимандриту Иоанну (Снычёву), хиротонисанный во епископа 12 декабря того же года. 20 марта 1969 года он назначен епископом Куйбышевским и Сызранским. Этот титул носили и последующие правящие архиереи Куйбышевской епархии, 31 января 1991 года переименованной в Самарскую и Сызранскую, что означало упразднение викариатства.
4 мая 2017 года Сызранская епархия была образована решением Священного Синода выделением из Самарской епархии. 18 мая того же года состоялось первое Епархиальное собрание, на котором были избраны руководители епархиальных отделов, решены первостепенные задачи административного характера.
9 июля 2019 года решением Священного Синода Городской округ Жигулёвск и правобережная часть Ставропольского района Сызранской епархии отошли к новообразованной Тольяттинской епархии. Титул правящего архиерея Сызранской епархии стал наименоваться «Сызранский и Шигонский».

## Епископы
Сызранское викариатство Симбирской епархии
- 12 декабря — 27 декабря 1923 — Иерофей (Афонин)
- 27 декабря 1923 — 18 мая 1924 — Трофим (Якобчук)
- 12 июня 1924 — 25 марта 1925 — Серафим (Силичев)
- март 1925 — март 1926 — Амвросий (Казанский)
- 7 марта 1926 — 10 мая 1928 — Авраамий (Чурилин)

Сызранская епархия
- 10 июля — 8 октября 1928 — Серафим (Протопопов)
- 8 октября 1928 — 16 апреля 1930 — Иоасаф (Шишковский-Дрылевский)
- 4 апреля 1930 — июнь 1931 — Августин (Беляев)
- 18 июня — 24 августа 1931 — Алексий (Орлов)
- 24 августа 1931 — 12 января 1932 — Иннокентий (Клодецкий) в/у, епископ Белгородский
- 12 января — 22 марта 1932 — Павел (Чистяков)
- 1933 — 9 июля 1934 — Фостирий (Максимовский)
- 9 июля 1934 — 29 января 1937 — Петр (Гасилов)
- 29 января — 5 июня 1937 — Варлаам (Козуля)

Сызранское викариатство Куйбышевской епархии
- 12 декабря 1965 — 20 марта 1969 — Иоанн (Снычёв)

Сызранская епархия
- 4 мая 2017 — 30 мая 2019 — Фома (Мосолов)
- 30 мая 2019 — 12 сентября 2019 — Сергий (Полеткин) в/у, митрополит Самарский
- 12 сентября 2019 — 24 октября 2024 —Леонтий (Козлов)
- 24 октября 2024 — 15 февраля 2025— Сергий (Полеткин) в/у, митрополит Самарский
- С 15 февраля 2025 — Антоний (Подоровский)

## Благочиния
Епархия разделена на пять церковных округов:
- Сызранский городской церковный округ
- Сызранский районный церковный округ
- Октябрьский церковный округ
- Шигонский церковный округ
- Благочиние Монастырей и монастырских подворий

## Монастыри
- Вознесенский монастырь в Сызрани (мужской)